# León Guzmán
Leonardo Francisco Guzmán Montes de Oca (Tenango del Valle, estado de México; 5 de noviembre de 1821-Monterrey, Nuevo León; 3 de mayo de 1884), conocido como León Guzmán, fue un abogado y político mexicano, miembro de la Comisión Redactora de la Constitución de 1857, procurador general de la Nación, gobernador de Guanajuato y presidente del Tribunal Superior de Justicia de Puebla.

## Carrera
Estudió leyes y recibió el título de abogado. Cuando se promulgó la Constitución de 1857 León Guzmán fue nombrado secretario de Fomento por Ignacio Comonfort.
En Puebla fue presidente del Tribunal Superior de Justicia y después ocupó el cargo de procurador general de la Nación.
Durante la intervención francesa se mostró como gran negociador, lo que le valió para que Juárez lo llamara a ocupar el cargo de secretario de Relaciones Exteriores por un periodo muy corto del 18 de mayo al 17 de junio de 1861.
En su corta administración, mostró un gran esfuerzo para reconstruir las relaciones diplomáticas, especialmente con Europa, cuya deuda externa amenazaba con deteriorarlas aún más. Canalizó sus esfuerzos hacia las relaciones con España. 
Posteriormente asume la gubernatura interina del Estado de Guanajuato el 10 de febrero de 1867. Expidió la Ley de Administración de Justicia el 5 de mayo de 1867, organizando los Tribunales y Juzgados del Fuero Común, institucionalizando el Ministerio Público. Debido a que el 3 de septiembre protestó enérgicamente a la reelección de Benito Juárez fue destituido el 11 de septiembre de 1867.
Falleció en Monterrey, Nuevo León víctima de una pulmonía.